# Кабардинская (станция)
Кабарди́нская — железнодорожная станция Северо-Кавказской железной дороги на линии Армавир — Туапсе.

## Описание
Станция Кабардинская относится к Краснодарскому отделению дороги. В непосредственной близости от станции расположена станица Кабардинская.
Железнодорожная линия электрифицирована на постоянном токе.
Ближайшие станции: Николенково и Хадыженская.